# Altensberg (Gestratz)
Altensberg (westallgäuerisch: Altəschberg) ist ein Gemeindeteil der Gemeinde Gestratz im bayerisch-schwäbischen Landkreis Lindau (Bodensee). Eine südlich des Hauptorts gelegene und zu Altensberg gehörende Einöde wird aufgrund eines früheren Heilbades auch als Bad Altensberg bezeichnet.

## Geographie
Der Weiler liegt circa ein Kilometer südlich des Hauptorts Gestratz und zählt zur Region Westallgäu.

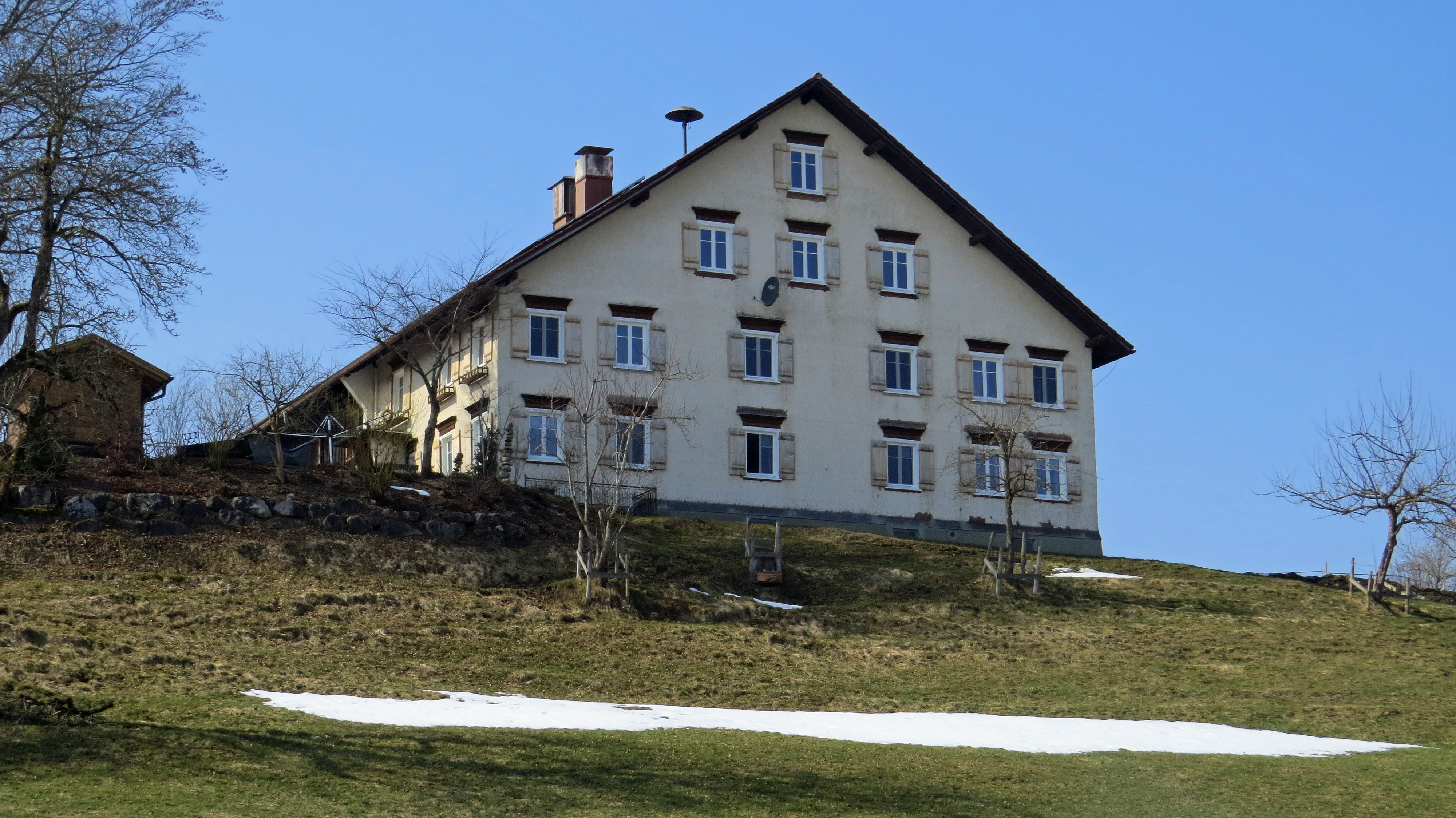
Baudenkmal in Altensberg

## Geschichte
Altensberg wurde erstmals im Jahr 1173 als Adilgerisberg erwähnt. Der Name leitet sich vom Personennamen Adelger ab. 1770 fand die Vereinödung in Altensberg statt.

## Baudenkmäler
Siehe auch: Liste der Baudenkmäler in Altensberg